# The Natural Disasters
The Natural Disasters fue un tag team de lucha libre profesional formado por Earthquake y Typhoon que compitió en la World Wrestling Federation entre 1991 y 1993.

## Historia

### Formación
En el invierno de 1991, Earthquake había acabado un feudo con Jake “The Snake” Roberts cuando comenzó otro con Tugboat, íntimo amigo de Hulk Hogan, ambos faces por entonces. En un combate de tríos, Earthquake hizo equipo con The Nasty Boys y Tugboat con The Bushwackers. Pero después de unos minutos de acción Tugboat se rebeló contra sus compañeros de equipo y les atacó con la ayuda de sus oponentes, aplicando su "Tidal Wave" a ambos. Tras este giro a heel Tugboat cambió su nombre a Typhoon, tomando un gimmick similar al de Eartquake, y crearon The Natural Disasters, uno de los tag teams más pesados del mundo.
Primero atacaron a The Bushwhackers, a los que derrotaron fácilmente en SummerSlam 1991; tras el combate, el dúo atacó al lesionado André the Giant, que fue socorrido por The Legion of Doom, que corrieron a expulsar del ring a los Disasters. Poco después LOD ganó los Campeonatos en Parejas contra The Nasty Boys, por lo que Natural Disasters declararon querer esos títulos.
El primer combate importante entre los equipos fue en Survivor Series 1991, donde se encontraban ambos dúos en diferentes equipos. Typhoon fue eliminado por un miembro de su propio equipo, Irwin R. Schyster, y salió al vestuario acompañado por Earthquake, que se retiró del equipo, dejando a LOD como los eventuales ganadores. De noviembre a enero los Disasters compitieron contra ellos sin un resultado decisisvo. En Royal Rumble 1992 los Disasters compitieron contra LOD, ganando por cuenta fuera pero sin ganar los títulos.

### Campeones
En febrero el mánager de Natural Disasters Jimmy Hart dejó el grupo y lideró Money Inc. (Ted DiBiase & Irwin R. Schyster) ganando los Campeonatos contra LOD poco antes de que estos dejaran la WWF. The Natural Disasters, indignados de la traición de su mánager, declararon que Hart les había estado utilizando. En el combate entre los Disasters y Money Inc. Earthquake y Typhoon se ganaron el apoyo del público, pasando a faces. En WrestleMania VIII derrotaron a Money Inc. por los títulos, pero una vez más no los consiguieron debido a la intencional descalificación de sus oponentes. Los Disasters no dejaron de intentarlo hasta que ganaron el 20 de julio de 1992.
Tras ganar los títulos, tuvieron que defenderlos en otro combate, esta vez contra The Beverly Brothers (con The Genius de mánager), quienes fueron derrotados en SummerSlam 1992, siendo el primer pinfall de los Disasters en un evento desde hace un año. Tras esto, The Natural Disasters se enfrentaron a Nasty Boys y a Money Inc., ambos dirigidos por Jimmy Hart. The Nasty Boys se volvieron contra Hart, y Money Inc. recuperó los Campeonatos en octubre de 1992. Con los Nasty Boys también compitiendo por el título, los Disasters comenzaron a perder más a menudo, siendo su último combate en 1992 Survivor Series, donde fueron eliminados por Money Inc.

### Separación
En 1993 Earthquake y Typhoon empezaron a mostrar signos de separación, más notablemente en Royal Rumble. Typhoon ya estaba en el ring, y cuando Earthquake entró luchó sólo contra él hasta eliminarlo. El previsible feudo entre The Disasters nunca llegó a realizarse tras la salida de Earthquake en 1993.
Typhoon permaneció en la empresa un poco más, pero solo en combates de baja categoría. Luego, en la WCW, realizó el infame personaje de The Shockmaster; luego fue recontratado por la WWF, pero como mid card, hasta que fue liberado de nuevo.
Earthquake viajó a Japón en 1993, pero luego volvió para un feudo de  “Sumo Vs Sumo” con Yokozuna. Por unpar de meses no fue hecha ninguna mención al antiguo equipo, y Earthquake dejó la empresa para volver en 1998 como Golga, un emascarado miembro del stable Oddities.
En 2001 la WWF realizó una reunión no oficial de The Natural Disasters en la Gimmick Battle Royal de WrestleMania X-Seven, pero Fred Ottman como Tugboat. Sin embargo, el comentarista Bobby Heenan hizo mención al viejo tag team durante el combate, en el que Earthquake eliminó a Tugboat.

## En lucha
- Movimientos finales
  - Earthquake Splash (Running jumping seated senton) de Earthquake seguido de Tidal Wave (Running big splash) de Typhoon

- Movimientos de firma
  - Running corner body avalanche de Typhoon seguido de otra running corner body avalanche de Earthquake a la espalda de Typhoon, impactando al oponente con ambos pesos
  - Simultáneos kneeling backbreakers

- Managers
  - Jimmy Hart[20]

## Campeonatos y logros
- Super World of Sports
  - SWS Tag Team Championship (1 vez)
- World Wrestling Federation/WWE
  - WWF Tag Team Championship (1 vez)
  - WWE Hall of Fame (2025)